# Gele dwerghoningjager
De gele dwerghoningjager (Oedistoma pygmaeum; synoniem: Toxorhamphus pygmaeum) is een zangvogel uit de familie Melanocharitidae.

## Verspreiding en leefgebied
Deze soort is endemisch in Nieuw-Guinea en telt twee ondersoorten:
- O. p. pygmaeum: Nieuw-Guinea en de eilanden Waigeo en Misool in het westen.
- O. p. meeki: D'Entrecasteaux-eilanden (in het oosten).

## Status
De grootte van de populatie is niet gekwantificeerd maar de soort wordt omschreven als vrij algemeen tot algemeen. Op de Rode lijst van de IUCN heeft deze soort de status niet bedreigd.